# Southworth (Washington)
Southworth az Amerikai Egyesült Államok északnyugati részén, Washington állam Kitsap megyéjében elhelyezkedő statisztikai település. A 2010. évi népszámlálási adatok alapján 2185 lakosa van.
Southworth postahivatala 1913 óta működik. A településről Seattle felé komp közlekedik.
A helység névadója Edward Southworth, a Wilkes-expedíció tagja.